# Tera Wray
Tera Wray (ur. 14 kwietnia 1982 w Louisville, zm. 13 stycznia 2016 w Joshua Tree) – amerykańska aktorka pornograficzna.

## Życiorys

### Wczesne lata
Urodziła się w Louisville w stanie Kentucky. Jak sama twierdziła, chciała grać w filmach porno od czwartej klasy. Mówiła, że chce być gwiazdą porno. Jej pierwszą pracą było sędziowanie w młodzieżowej lidze softballowej. Kiedy miała 17 lat, miała raka jajnika, który można było usunąć laserem i bez chemioterapii.

### Kariera
Gdy pracowała w Hooters, latem 2006 podpisała dwuletni kontrakt z firmą Pleasure Productions. Jej pierwszą sceną była Naughty Auditions (2007) z Lee Stone. Jej pierwszy film Sweet Smokin' Hotties został wydany 8 marca 2007 roku ze sceną z Sergio.
Była miłośniczką muzyki heavymetalowej i gościła w programie Radium, podczas którego przeprowadzała wywiady z zespołami i uczestniczyła w koncertach, a także występowała w scenach seksu. Pojawiła się też w komedii Calvin's Dream (2011) z Ronem Jeremy, Giną Lynn, Tomem Byronem, Niną Hartley, Bree Olson i Peterem Northem.
W 2007 roku poznała muzyka Wayne’a Statica, lidera zespołu Static-X. Pobrali się 10 stycznia 2008. 
Na albumie grupy Static-X pt. Cult of Static z 2009 utwór „Tera-Fied” odnosi się do Tery Wray, zaś piosenka „Stingwray” do jej samochodu Chevrolet Corvette. Wray wystąpiła w teledysku do tego utworu. Jej głos można było też usłyszeć gościnnie na płycie Wayne’a Statica pt. Pighammer z 2011. 
1 listopada 2014 Wayne Static zmarł we śnie w wieku 48 lat. 
14 miesięcy po śmierci swojego męża, znaleziono ją martwą 14 stycznia 2016 roku w Parku Narodowym Joshua Tree w Kalifornii. Dzień wcześniej popełniła samobójstwo. Miała 33 lata.

## Nagrody i nominacje
| Rok  | Nagroda         | Kategoria                              | Film                      | Inni wykonawcy       | Rezultat  |
| ---- | --------------- | -------------------------------------- | ------------------------- | -------------------- | --------- |
| 2008 | F.A.M.E. Awards | Ulubiona gwiazdka rekrut               | –                         | –                    | Wygrana   |
| 2008 | AVN Award       | Najlepsza gwiazdka                     | –                         | –                    | Nominacja |
| 2008 | AVN Award       | Najbardziej skandaliczna scena seksu   | Tattooed & Tight (2007)   | Mark Zane            | Nominacja |
| 2008 | XBIZ Award      | Nowa gwiazdka roku                     | –                         | –                    | Nominacja |
| 2009 | AVN Award       | Najlepsza scena seksu samych dziewczyn | The Orifice (2008)        | Franchezca Valentina | Nominacja |
| 2009 | AVN Award       | Najbardziej skandaliczna scena seksu   | Tattooed & Tight 3 (2008) | Tricia Oaks i Jenner | Nominacja |